# NGC 101
NGC 101 је спирална галаксија у сазвежђу Вајар која се налази на NGC листи објеката дубоког неба.
Деклинација објекта је - 32° 32' 11" а ректасцензија 0h 23m 54,5s. Привидна величина (магнитуда) објекта NGC 101 износи 12,7 а фотографска магнитуда 13,4. NGC 101 је још познат и под ознакама ESO 350-14, MCG -5-2-3, IRAS 00214-3248, PGC 1518.